# Lumapas
Lumapas (malaiisch Mukim Lumapas) ist ein Mukim (Subdistrikt) des Daerah Brunei-Muara in Brunei. Er hat 7.756 Einwohner (Stand: Zensus 2016).

## Geographie
Der Mukim liegt im südlichen Teil des Distrikts Brunei-Muara an der Grenze zum Bundesstaat Sarawak (Limbang) von Malaysia. Er grenzt außerdem an die Mukim Kianggeh im Norden, Kota Batu mit Pulau Berambang im Norden und Osten, Pengkalan Batu im Westen und Kilanas im Westen und Norden.
Im Norden grenzt der Mukim an auch an das Hauptstadtgebiet von Bandar Seri Begawan mit den städtischen Mukim Burong Pingai Ayer und Sungai Kebun.

## Verwaltungsgliederung
Der Mukim wird unterteilt in Dörfer (Kampong):
- Kupang
- Putat
- Pengkalan Batang
- Kasat
- Buang Sakar
- Tarap Bau
- Bukit Merikan
- Lupak Luas
- Sungai Asam
- Buang Tekurok
- Sengkirap
- Lumapas 'A'
- Lumapas 'B'
- Pancur
- Kilugus

## Weitere Örtlichkeiten
Zum Mukim gehört auch die Insel Jong Batu im Brunei-Fluss.

## Partnerschaften
- Bogor, Indonesien